# Soianella
Soianella ist eine Fraktion (italienisch frazione) der italienischen Gemeinde Terricciola in der Provinz Pisa in der Toskana.

## Geografie
Der Ort liegt etwa 5 km nordwestlich des Hauptortes Terricciola, etwa 25 km südöstlich der Provinzhauptstadt Pisa und etwa 50 km südwestlich der Regionalhauptstadt Florenz. Der Ort liegt bei 99 m s.l.m. und hatte 2001 237 Einwohner, 2011 waren es 251 Einwohner. Nächstgelegene Orte neben dem Hauptort Terricciola sind Soiana (etwa 1 km südöstlich, ebenfalls Ortsteil von Terricciola), Santo Pietro Belvedere (etwa 2,5 km nordöstlich, Ortsteil von Capannoli) und Cevoli (etwa 3,5 km nordwestlich, Ortsteil von Casciana Terme Lari). Soianella liegt im östlichen Teil des Tales des Flusses Cascina etwa 1 km vom Fluss entfernt am Übergang zum Tal des Flusses Era (etwa 5 km westlich von Soianella).

## Sehenswürdigkeiten

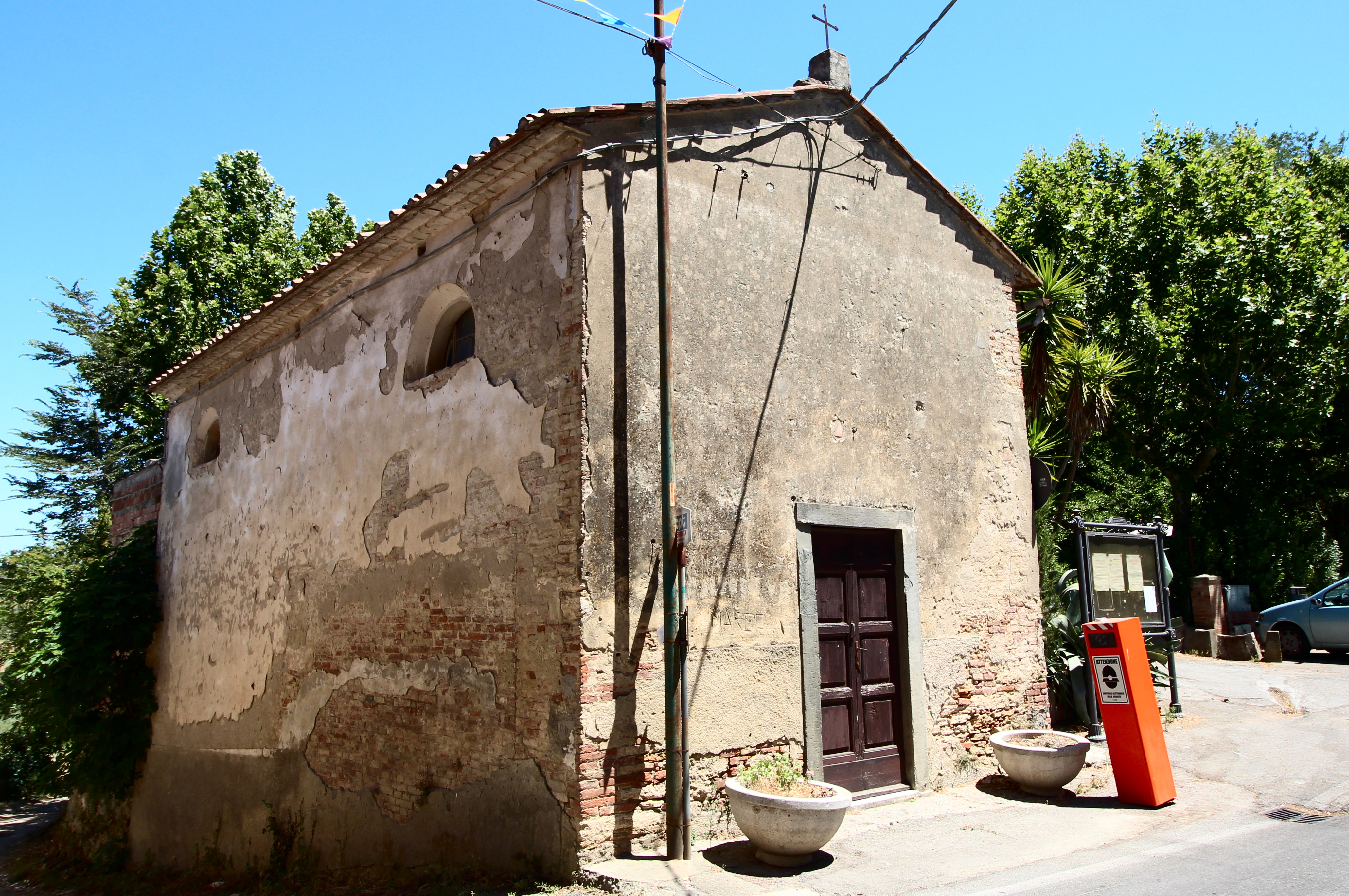
San Martino

- San Martino, Kapelle im Ortskern. Die Kirchengemeinde von San Martino wurde 1345 aufgelöst und der von Sant’Andrea in Soiana angeschlossen.[3] Heute steht noch die Kapelle von San Martino.
- Villa Ciardi, Villa aus dem 19. Jahrhundert.